# Дуги марш (породица ракета)
Ракете Дуги марш су породица потрошних ракета којима управља Кинеска корпорација аероскосмичке науке и технологије. Ракете су добиле име по војном повлачењу Кинеске Црвене армије 1934–35, тзв. дугом маршу, током кинеског грађанског рата.
Фамилија дуги марш је лансирана више од 500 пута, укључујући мисије у ниску Земљину орбиту (НЗО), хелиосинхрону орбиту, геостационарну трансферну орбиту и орбиту за трансфер Земља-Месец. Међу њима, ДМ-5 има носивост до НЗО од 25.000 килограма и носивост до геостационарне трансферне орбите од 14.000 килограма.

## Историја
Кина је користила ракету Дуги марш 1 да лансира свој први сателит, Донг Фанг Хонг 1 (дословно „Исток је црвен 1“), у ниску Земљину орбиту 24. априла 1970, поставши пета нација која је постигла способност независног лансирања у орбиту.  ДМ-1 је брзо замењен серијом ракета ДМ-2.
- Дуги марш 1
- Мотор ракете дуги марш 1

### Улазак на тржиште комерцијалног лансирања
Након експлозије америчког свемирског шатла Челенџер 1986. године, растућа неиспуњена потражња дала је Кини шансу да уђе на међународно тржиште орбиталног лансирања. У септембру 1988. амерички председник Роналд Реган пристао је да дозволи лансирање америчких сателита кинеским ракетама. Реганова политика извоза сателита наставила се до 1998. године, током Бушове и Клинтонове администрације, са 20 или више одобрења. Сателит ЕјжаСет 1, који је првобитно лансиран од стране спејс-шатла, а враћен на Земљу другим спејс-шатлом након квара, лансиран је на дугом маршу 3 1990. године као први страни терет на кинеској ракети.
Међутим, велики застоји су се десили 1992–1996. Дуги марш 2E је дизајниран са неисправним заштитним омотачем за терет, који се урушио услед прекомерних вибрација ракете. После само седам лансирања, дуги марш 2Е је уништио сателите Оптус B2 и Апстар 2 и оштетио ЕјжаСет 2. Дуги марш 3B је такође доживео катастрофалан квар 1996. године, скренувши са курса убрзо након полетања и срушивши се у оближње село. Најмање 6 људи је погинуло, а уништен је и сателит Интелсет 708. Дуги марш 3 је такође доживео делимичан неуспех у августу 1996. током лансирања сателита Чајнасет 7. Шест ракета дуги марш(Дуги марш 2C/SD) лансирало је 12 иридијум сателита, отприлике шестину иридијум сателита у првобитној флоти.

### Ембарго Сједињених Држава на кинеска лансирања
Учешће америчких компанија у истрагама око квара сателита Апстар 2 и Интелсет 708 изазвало је велику контроверзу у Сједињеним Државама. У Коксовом извештају, Конгрес Сједињених Држава оптужио је компаније ССЛ и Хјуџс еркрафт компани за дељење информација које би побољшале дизајн кинеских ракета и балистичких пројектила. Иако је дугом маршу дозвољено да лансира раније договорене терете, Стејт департмент Сједињених Држава није одобрио ниједну дозволу за извоз сателита у Кину од 1998. ЧајнаСет 8, који је био планиран за лансирање у априлу 1999. на ракети дуги марш 3B, је смештен у складиште, продат сингапурској компанији ПротоСтар и коначно лансиран на европској ракети Аријана 5 2008.

### Повратак успеху
Након неуспеха 1992–1996, проблематични дуги марш 2E повучен је са тржишта. Измене у дизајну су направљене да би се побољшала поузданост ових ракета. Од октобра 1996. до априла 2009, породица ракета дуги марш испоручила је 75 узастопних успешних лансирања, укључујући неколико великих прекретница у свемирским летовима:
- 15. октобра 2003. ракета дуги марш 2F успешно је лансирала свемирски брод Шенџоу 5, носећи првог кинеског астронаута у свемир. Кина је постала трећа нација са независном могућности слања људи у свемир, после Совјетског Савеза/Русије и Сједињених Држава.
- 1. јуна 2007. ракете дуги марш су извршиле своје укупно стото лансирање.
- 24. октобра 2007, дуги марш 3А је успешно лансирао лунарни орбитер Чанг'е 1 са лансирног центра Сичанг.

Ракете дуги марш су касније задржале одличну поузданост. Од 2010, њихова лансирања чине 15–25% свих свемирских лансирања на глобалном нивоу. Растућа домаћа потражња је одржала здраву понуду терета. Међународни договори су обезбеђени кроз пакет аранжман који нуди лансирање уз куповину тог сателита од Кине, заобилазећи ембарго Сједињених Држава.

## Терет
Дуги марш је примарна кинеска породица потрошних ракета. На ракети дуги марш лансирани су и свемирски брод шенжоу и лунарни орбитери чанг'е . Максимална носивост за ЛЕО је 25.000kg (ДМ-5B), максимална носивост за ГТО је 14.000kg (ДМ-5).

## Ракетна горива
1. и 2. степен дугог марша 1 користио је азотну киселину и асиметрични диметилхидразин (АДМХ) као гориво, а његов горњи степен користио је чврсти ракетни мотор стабилизован окретањем.
Дуги марш 2, дуги марш 3 и дуги марш 4 користе азот-тетроксид (N2О4) као оксидационо средство и АДМХ као гориво. Горњи степен (трећи степен) ракете дуги марш 3 користи моторе YF-73 и YF-75, користећи течни водоник као гориво и течни кисеоник као оксидант.
Нова генерација ове породице, дуги марш 5, дуги марш 6, дуги марш 7, дуги марш 8, дуги марш 10 и дуги марш 12 користе нетоксична LOX/керозин и LOX/LН2 течна горива (осим у неким горњим степенима где се АСДХ/N2О4 и даље користи).
Дуги марш 9 се развија као LOX/CH4 тј. металокс, ракета.
Дуги марш 11 је ракета на чврсто гориво, као и бустери ракете дуги марш 6А (што је чини првом и једином кинеском ракетом која користи и чврсто и течно гориво) 

## Варијанте
Ракете дуги марш су организоване у неколико серија:
- Дуги марш 1 (која се не производи и не користи од 1971.)
- Дуги марш 2
- Дуги марш 3
- Дуги марш 4
- Дуги марш 5
- Дуги марш 6
- Дуги марш 7
- Дуги марш 8
- Дуги марш 9 (и даље у фази развијања, никад лансирана)
- Дуги марш 10 (и даље у фази развијања, никад лансирана)
- Дуги марш 11
- Дуги марш 12

Дуги марш 5, 6, 7 и 8 су новија генерација ракета које деле нови мотор класе 1200kN YF-100, који сагорева РП-1/Течни кисеоник, за разлику од ранијих серија 2, 3 и 4 који користе скупља и опаснија N2О4 и НДМХ горива. Серија 5 је тешка лансирна ракета, капацитета 25.000kg у НЗО док је серија 6 лака лансирна ракета, капацитета 1.500kg у НЗО, а серија 7 је средња лансирна ракета, капацитета 14.000kg у НЗО.
| 2А | 2Ц | 2Д | 2Е | 2Ф | 3 | 3А | 3Б | 3Ц | 4А | 4Б | 4Ц |
| -- | -- | -- | -- | -- | - | -- | -- | -- | -- | -- | -- |
|    |    |    |    |    |   |    |    |    |    |    |    |

### Дуги марш 8
Дуги март 8 је нова серија, усмерена на лансирање у хелиосинхрону орбиту (ХСО).  Почетком 2017. очекивало се да ће бити заснован на ДМ-7, и да ће имати два бустера на чврсто гориво, а прво лансирање до краја 2018. Први ДМ-8 је лансиран 22. децембра 2020. Други лет, без бочних бустера, догодио се 27. фебруара 2022, пославши 22 сателита у ХСО, оборивши национални рекорд.

## Лансирни комплекси
У Кини постоје четири лансирна центра. Они су:
- Центар за лансирање сателита Џочуан
- Центар за лансирање сателита Таијуан
- Центар за лансирања свемирских бродова Венчанг
- Центар за лансирање сателита Сичанг